# Miguel de Andrés
Miguel de Andrés Barace, né le 8 octobre 1957 à Ochagavía, est un joueur de football espagnol. 
Commençant sa carrière avec l'équipe réserve de Athletic Bilbao, il se fait prêter une saison au CD Castellón puis revient à Bilbao pour jouer au sein de l'équipe première. Avec l'Athletic, Miguel de Andrés remporte deux championnats d'Espagne ainsi qu'une coupe d'Espagne et une supercoupe.
Il est par ailleurs appelé plusieurs fois en sélection nationale pour participer aux Jeux olympiques de 1980 avec les moins de 23 ans puis pour deux rencontres amicales avec la Roja.

## Statistiques
| Saison    | Club                            | Championnat                         | Championnat | Championnat | Coupe nationale | Coupe nationale | Coupe de la Ligue | Coupe de la Ligue | Supercoupe | Supercoupe | Compétition(s) continentale(s) | Compétition(s) continentale(s) | Compétition(s) continentale(s) | Sélection         | Sélection | Sélection | Total | Total |
| Saison    | Club                            | Division                            | M.          | B.          | M.              | B.              | M.                | B.                | M.         | B.         | Comp.                          | M.                             | B.                             | Équipe            | M.        | B.        | M.    | B.    |
| 1976-1977 | Bilbao Athletic                 | Tercera División                    | 27          | 1           | 2               | -               | -                 | -                 | -          | -          | -                              | -                              | -                              | -                 | -         | -         | 29    | 1     |
| 1977-1978 | Bilbao Athletic                 | Segunda División B                  | 31          | 2           | 2               | -               | -                 | -                 | -          | -          | -                              | -                              | -                              | -                 | -         | -         | 33    | 2     |
| 1978-1979 | CD Castellón (prêt)             | Segunda División                    | 29          | 1           | -               | -               | -                 | -                 | -          | -          | -                              | -                              | -                              | -                 | -         | -         | 29    | 1     |
| 1979-1980 | Bilbao Athletic Athletic Bilbao | Segunda División B Primera División | 1 28        | -           | - 5             | -               | -                 | -                 | -          | -          | -                              | -                              | -                              | Espagne olympique | 1         | -         | 35    | 0     |
| 1980-1981 | Athletic Bilbao                 | Primera División                    | 19          | 1           | 3               | -               | -                 | -                 | -          | -          | -                              | -                              | -                              | -                 | -         | -         | 22    | 1     |
| 1981-1982 | Athletic Bilbao                 | Primera División                    | 29          | 2           | 8               | -               | -                 | -                 | -          | -          | -                              | -                              | -                              | -                 | -         | -         | 37    | 2     |
| 1982-1983 | Athletic Bilbao                 | Primera División                    | 30          | 3           | 7               | -               | 2                 | -                 | -          | -          | C3                             | 2                              | -                              | -                 | -         | -         | 41    | 3     |
| 1983-1984 | Athletic Bilbao                 | Primera División                    | 25          | 1           | 8               | 1               | -                 | -                 | 1          | -          | C1                             | 2                              | -                              | Espagne           | 2         | -         | 38    | 2     |
| 1984-1985 | Athletic Bilbao                 | Primera División                    | 30          | 1           | 11              | 1               | 3                 | -                 | -          | -          | C1                             | 2                              | -                              | -                 | -         | -         | 46    | 2     |
| 1985-1986 | Athletic Bilbao                 | Primera División                    | 28          | 1           | 6               | -               | 2                 | -                 | -          | -          | C3                             | 6                              | 1                              | -                 | -         | -         | 42    | 2     |
| 1986-1987 | Athletic Bilbao                 | Primera División                    | 9           | -           | 2               | -               | -                 | -                 | -          | -          | C3                             | -                              | -                              | -                 | -         | -         | 11    | 0     |

## Palmarès
- Champion d'Espagne en 1983 et 1984 avec l'Athletic Bilbao
- Vainqueur de la Coupe d'Espagne en 1984 avec l'Athletic Bilbao
- Vainqueur de la Supercoupe d'Espagne en 1984 avec l'Athletic Bilbao